# Mesochorus giaglioneus
Mesochorus giaglioneus là một loài tò vò trong họ Ichneumonidae.